# Ладислав Штайдл
Ладіслав Штайдл, чеськ. Ladislav Štaidl (10 березня 1945, Stříbrná Skalice, Протекторат Богемії та Моравії — 31 січня 2021, Прага, Чехія) — чеський музикант, гітарист, піаніст, диригент, керівник оркестру, композитор, автор текстів, аранжувальник, співак і бізнесмен. Власник студії Studio Jevany. Відомий перш за все своєю співпрацею зі співаком Карелом Готтом. 

## Біографія
Народився у родині бізнесмена Ладислава Штайдля. У 1948 році фабрику, яка належала батьку, було конфісковано комуністичною владою.
В дитинстві брав уроки гри на фортепіано та композиції у проф. Кубеліка.
Після закінчення школи Штайдль, який, як і багато інших, був захоплений Beatles, грав у групі Мікі Волка. Після цього разом із братом брав працював у культурному кабаре «Карлін».
У 1963 році він потрапив в театр «Семафор», де познайомився з Карелом Готтом.
У 1965 році Карел Готт, Карел Свобода та брати Штайдль заснували театр «Аполло».
У 1967 році колектив виступав на всесвітній виставці Expo 67 у Монреалі, після цього вони отримали  шестимісячний ангажемент у готелі New Frontier у Лас-Вегасі, де виступали на одній сцені зі співаками рівня Тома Джонса. 
У 1971 році у часи т.зв. "нормалізації", яка проводилась комуністичним режимом ЧРСР, Штайдль разом з Карелом Готтом відмовився повертатися у Чехію після гастролей у ФРН. Повернення відбулося тільки після особистого втручання тодішнього комуністичного лідера Густава Гусака.
Через кілька років ансамбль театра "Аполло" перетворився на великий колектив, який отримав назву Оркестр Ладіслава Штайдля. Саме тут музикант досяг найбільших успіхів і проявив себе як диригент, організатор, менеджер, композитор та співак. Колектив грав переважно разом із Карелом Ґоттом, але також акомпанував, наприклад, Їтці Зеленковій та Власті Каховковій і успішно гастролював по обидва боки "залізної завіси".
Серед учасників оркестру були такі талановиті музиканти, як Фелікс Словачек та Рудольф Рокл.
У 1977 та 1978 роках Оркестр Ладіслава Штайдля переміг у популярному  конкурсі «Золотий соловейко». 
У 1977 році разом з іншими відомими діячами культури підписав провладну "Антихартію". 
Як композитор він є автором кількох великих хітів Готта, зокрема пісень Trezor та Kávu zi osladím. Окрім Ґотта, його хіти співали, наприклад, Гелена Вондрачкова, Їржі Корн та Івета Бартошова. Серед найвідоміших пісень Штайдла – Trezor, Kávu si osladím, Odnauč se říkat ne, Dám dělovou ránu, Jsou dny kdy svítá o něco dřív, Mží ti do vlasů. (Трезор, Я підсолоджу каву, Відучися говорити «Ні»,  Бувають дні, коли світає трохи раніше та ін).
Загалом на рахунку Ладіслава Штайдла дві сотні пісень, переважно для зірок чеської естради того часу. Штайдль також написав музику до близько 80 телевізійних і художніх фільмів і кількох серіалів (Romance za korunu, Hvězda padá vzhůru, Zkoušky z dospělosti).
На початку 1990-х  залишив шоубізнес і відкрив власну справу. Успішно займався різними видами бізнесу.
У 2003 році він привернув увагу мемуарами «Вино з винограду», які Карел Ґотт описав як «ментальний стриптиз» Штайдля.
Ладіслав  Штайдль був відомий як любитель образотворчого мистецтва, колекціонер.
28 жовтня 2015 року президент Мілош Земан нагородив Ладіслава Штайдля медаллю «За заслуги».
31 січня 2021 року помер від ускладнень, пов’язаних із COVID-19, у Загальній університетській лікарні в Празі під час пандемії COVID-19 у Чехії .

## Родина
Старший брат Іржі Штайдль (1943 - 1973) — музикант, автор текстів, насамперед до відомої пісні "Леді Карнавал". Трагічно загинув під час автокатастрофи.
Дружина, Ана Штайдлова (у шлюбі 1974-2001) — адвокат
Діти від цього шлюбу — сини Ян, Іржі, донька Кароліна 
Громадянська дружина співачка Івета Барташова (1966 - 2014)
син Артур Штайдл 

## Дискографія
З сайту discogs
| Назва | Лейбл                       | Рік   |
| Ladislav Štaidl | Supraphon                   | 1981  |
| Golden Sounds Aus Prag ‎(LP, Album)                                                                                        | Polydor                     | невід |
| Jsou Dny, Kdy Svítá O Něco Dřív / Miluji Tě ‎(7", RP)                                                                      | Supraphon                   | 1981  |
| Šťastné Znamení | Supraphon                   | 1988  |
| Felix Slováček, Ladislav Štaidl A Jeho Orchestr*                                                                          | Supraphon                   | 1974  |
| Ladislav Štaidl Se Svým Orchestrem*, Felix Slováček - II (Melodie Z Českých Filmů)                                        | Supraphon                   | 1975  |
| Felix Slováček, Ladislav Štaidl Se Svým Orchestrem* - Felix Slováček III.                                                 | Supraphon                   | 1976  |
| Muzikoterapie ‎(LP, Album)                                                                                                 | Supraphon                   | 1977  |
| Felix Slováček A Ladislav Štaidl Se Svým Orchestrem* - 4 9 издания                                                        | Supraphon                   | 1978  |
| Muzikoterapie | Supraphon, Gramofonový Klub | 1978  |
| Muzikoterapie 3 2 издания                                                                                                 | Supraphon                   | 1979  |
| Karel Gott Mit Chor Und Orchester Ladislav Staidl* - Karel Gott Live mit Chor und Orchester Ladislav Staidl ‎(Cass, Album) | Polydor                     | 1981  |
| Karel Gott Mit Chor Und Orchester Ladislav Staidl* - Karel Gott Live (Das Konzert-Erlebnis) ‎(2xLP, Album)                 | Polydor                     | 1981  |
| Felix Slováček A Ladislav Štaidl Se Svým Orchestrem* - Trochu Klidu 4 издания                                             | Supraphon                   | 1982  |
| Orchestr Ladislava Štaidla*, A. Felix Slováček* - Příběh Lásky / Zahrada Růží                                             | Supraphon                   | 1971  |
| Varadeiro / Šavlový Tanec ‎(7", Mono)                                                                                      | Supraphon                   | 1973  |
| A. Felix Slováček*, Ladislav Štaidl Se Svým Orchestrem* - Adagio • Ave Maria 3 издания                                    | Supraphon                   | 1973  |
| Vorařská (My Pluli Dál) / Modrý Tulipán 5 издания                                                                         | Supraphon                   | 1974  |
| Andrej Takácz, Orchestr Ladislava Štaidla* - Tím Slůvkem Ne / Jen S Tebou ‎(7")                                            | Supraphon                   | 1976  |
| Felix Slováček And Orchester Ladislav Štaidl* - Das Goldene Saxophon Aus Prag ‎(LP, Comp)                                  | Supraphon                   | 1976  |
| Felix Slováček, Orchester Ladislav Štaidl* - Zärtlich Und Verliebt                                                        | AMIGA                       | 1977  |
| Ladislav Štaidl Se Svým Ochestrem* / No Artist - Album Supraphonu / Neozvučená Stopa ‎(Cass, S/Sided, Comp)                | Supraphon                   | 1977  |
| MusicTherapy | Supraphon                   | 1979  |
| Orchester Ladislav Štaidl ‎(LP, Comp)                                                                                      | AMIGA                       | 1981  |
| Ladislav Štaidl Se Svým Orchestrem ( 3 ) ‎(Cass, Comp)                                                                     | Supraphon                   | 1982  |
| Orchestr Ladislava Štaidla* / Jazzový Orchestr Čs. Rozhlasu Praha* - Matiné Populární Hudby - TNT 1982 ‎(LP, Comp)         | Panton                      | 1983  |